# Ximena Restrepo
Ximena Restrepo Gaviria, née le 10 mars 1969 à Medellín, est une athlète colombienne spécialiste du 400 mètres. En 1992, elle termine troisième de la finale des Jeux de Barcelone, devenant la première athlète de Colombie à remporter une médaille olympique. Devancée par Marie-José Pérec et Olga Bryzgina, elle établit en 49 s 64 un record d'Amérique du Sud.

## Biographie

### Débuts
Pendant son adolescence, Ximena Restrepo pratique l'équitation. Elle passe ensuite à l'athlétisme, où elle connaît le succès en catégorie junior, remportant plusieurs titres individuels aux championnats d'Amérique du Sud juniors, sur 100 et 200 mètres. Elle participe aux deux premières éditions des championnats du monde juniors d'athlétisme ; en 1988, elle s'aligne sur 100, 200 et 400 mètres, mais sans dépasser le stade des demi-finales.
Elle dispute également dès cette époque des compétitions internationales seniors sur ces mêmes distances, obtenant l'or sur 200 m aux championnats ibéro-américains de 1986 puis aux Championnats d'Amérique du Sud de 1987 (23 s 49). Sa carrière en juniors s'achève par une participations aux Jeux olympiques de Séoul.

### Parcours jusqu'à Barcelone
Elle part poursuivre des études de communication à l'université du Nebraska à Lincoln. Elle établit en 1991 un record de Colombie du 200 m à Lincoln en 22 s 92 et remporte les championnats NCAA à Eugene en courant son 400 m en 51 s 01.
La même année, elle décroche deux fois l'argent aux Jeux panaméricains de La Havane : au 200 m, derrière la Cubaine Liliana Allen, et au 400 m, battue par Ana Fidelia Quirot. Son temps de 50 s 14 constitue un nouveau record d'Amérique du Sud. Elle conclut le relais 4 × 400 mètres colombien qui établit, avec ses compatriotes Ángela Mancilla, Norfalia Carabalí et Maliberly Peña, un record de Colombie en 3 min 31 s 39.
Toujours en 1991, elle dispute ses premiers championnats du monde et décroche la sixième place au 400 m.
En 1992, avant de se rendre aux Jeux olympiques, elle remporte l'or au 400 m des championnats ibéro-américains qui se disputent à Séville, devant Myra Mayberry. 
À Barcelone, elle descend sous les 50 s (49 s 76) en demi-finale pour réaliser le deuxième meilleur temps, derrière la Française Marie-José Pérec. En finale elle décroche la médaille de bronze derrière Pérec et Olga Bryzgina, conservant une petite avance sur Olga Nazarova, et devient la première athlète colombienne médaillée aux Jeux olympiques. Elle effectue son tour de piste en 49 s 64, record d'Amérique du Sud, ce qui lui vaut la troisième place aux bilans mondiaux de la saison.
Elle se distingue dans les meetings suivant les Jeux en remportant le meeting de Cologne en 50 s 22. Lors de la finale du Grand Prix IAAF à Turin elle est troisième en 50 s 64, ce qui lui permet de terminer à la deuxième place du classement général du 400 mètres avec un total de 47 points, derrière Sandie Richards.

### Suite de sa carrière
Le 27 juillet 1993, à quelques semaines des championnats du monde, elle est victorieuse en 50 s 37 à Salamanque, lors du meeting où Javier Sotomayor saute 2,45 m.
Début 1994, Ximena Restrepo établit un record de Colombie sur 400 mètres haies avec 56 s 05 au cours des Jeux sud-américains à Valencia. Aux championnats ibéro-américains, elle réalise l'exploit, inédit, de remporter quatre médailles d'or en une seule édition : sur 200, 400 et les deux relais.
En 1995, une blessure l'écarte des Jeux panaméricains. 
En mai, rétablie, elle s'adjuge trois médailles d'or aux championnats sud-américains, dont une à nouveau sur les haies.
En 1996 elle est à nouveau blessée ; elle abandonne aux Jeux d'Atlanta en séries.
Ses dernières apparitions se font en relais ; elle participe ainsi, à ses quatrièmes Jeux en 2000, au relais 4 × 100 m.

### Reconversion
Elle est établie au Chili avec son mari Gert Weil, et ont une fille, Martina Weil, également coureuse de 400 m. Elle remporte l'or aux Jeux panaméricains de 2023 dans sa ville natale de Santiago.
Elle entraîne des athlètes chiliens.

## Palmarès
| Année | Compétition                              | Lieu          | Place | Épreuve     | Performance   |
| ----- | ---------------------------------------- | ------------- | ----- | ----------- | ------------- |
| 1986  | Championnats ibéro-américains            | La Havane     | 1re   | 200 m       | 23 s 76 (w)   |
| 1987  | Championnats d'Amérique du Sud           | São Paulo     | 2e    | 100 m       | 11 s 77       |
| 1987  | Championnats d'Amérique du Sud           | São Paulo     | 1re   | 200 m       | 23 s 49       |
| 1989  | Championnats d'Amérique du Sud           | Medellín      | 2e    | 100 m       | 11 s 4 A      |
| 1990  | Jeux d'Amérique centrale et des Caraïbes | Mexico        | 2e    | 4 × 100 m   | 45 s 29 A     |
| 1991  | Championnats d'Amérique du Sud           | Manaus        | 1re   | 200 m       | 23 s 21       |
| 1991  | Championnats d'Amérique du Sud           | Manaus        | 2e    | 4 × 100 m   | 45 s 00       |
| 1991  | Championnats d'Amérique du Sud           | Manaus        | 2e    | 4 × 400 m   | 3 min 36 s 56 |
| 1991  | Jeux panaméricains                       | La Havane     | 2e    | 200 m       | 23 s 16       |
| 1991  | Jeux panaméricains                       | La Havane     | 2e    | 400 m       | 50 s 14       |
| 1991  | Championnats du monde                    | Tokyo         | 6e    | 400 m       | 50 s 79       |
| 1992  | Championnats ibéro-américains            | Séville       | 1re   | 400 m       | 51 s 66       |
| 1992  | Championnats ibéro-américains            | Séville       | 3e    | 4 × 100 m   | 45 s 54       |
| 1992  | Jeux olympiques                          | Barcelone     | 3e    | 400 m       | 49 s 64       |
| 1993  | Championnats du monde                    | Stuttgart     | 5e    | 400 m       | 50 s 91       |
| 1993  | Jeux d'Amérique centrale et des Caraïbes | Ponce         | 3e    | 200 m       | 23 s 88       |
| 1993  | Jeux d'Amérique centrale et des Caraïbes | Ponce         | 2e    | 4 × 100 m   | 44 s 62       |
| 1994  | Championnats ibéro-américains            | Mar del Plata | 1re   | 200 m       | 23 s 07 (w)   |
| 1994  | Championnats ibéro-américains            | Mar del Plata | 1re   | 400 m       | 52 s 69       |
| 1994  | Championnats ibéro-américains            | Mar del Plata | 1re   | 4 × 100 m   | 44 s 87       |
| 1994  | Championnats ibéro-américains            | Mar del Plata | 1re   | 4 × 400 m   | 3 min 35 s 35 |
| 1995  | Championnats d'Amérique du Sud           | Manaus        | 1re   | 400 m       | 51 s 93       |
| 1995  | Championnats d'Amérique du Sud           | Manaus        | 1re   | 400 m haies | 57 s 42       |
| 1995  | Championnats d'Amérique du Sud           | Manaus        | 1re   | 4 × 400 m   | 3 min 33 s 37 |
| 1996  | Championnats ibéro-américains            | Medellín      | 2e    | 400 m       | 50 s 87 A     |
| 1996  | Championnats ibéro-américains            | Medellín      | 1re   | 4 × 400 m   | 3 min 33 s 69 |
| 1998  | Championnats ibéro-américains            | Lisbonne      | 2e    | 4 × 400 m   | 3 min 33 s 69 |

### Records
| Épreuve     | Performance  | Lieu      | Date            |
| ----------- | ------------ | --------- | --------------- |
| 100 m       | 11 s 56      | Ames      | 21 avril 1989   |
| 200 m       | 22 s 92      | Lincoln   | 20 mai 1991     |
| 400 m       | 49 s 64 (AR) | Barcelone | 5 août 1992     |
| 400 m haies | 56 s 05      | Valencia  | 27 janvier 1994 |